# حوریه مصدق

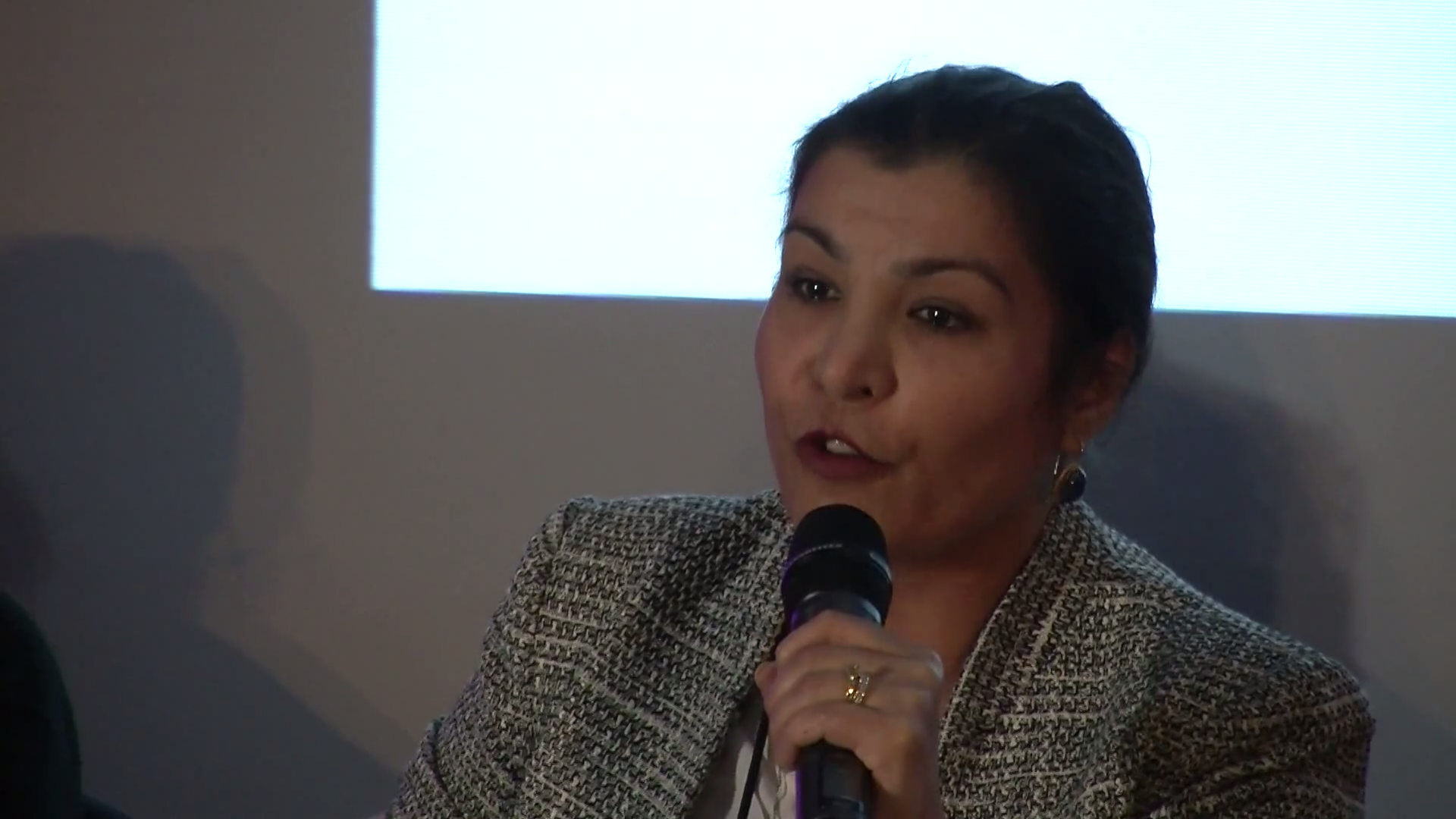
مصدق در سال ۲۰۱۴

حوریه مصدق، فعال حقوق بشر، تحلیلگر سیاسی و روزنامه‌نگار افغان است. او به دلیل فعالیت خود به عنوان یک فعال و روزنامه‌نگار با تهدیدهای شخصی روبرو شده‌است. مصدق در حال حاضر برای عفو بین‌الملل کار می‌کند.

## زندگی‌نامه
مصدق هنگامی که افغانستان در سال ۱۹۷۹ تویط شوروی مورد حمله قرار گرفت، کودک بود مصدق تحصیل روزنامه‌نگاری را در دانشگاه کابل در سال ۱۹۹۲ آغاز کرد. او مجبور شد تحصیلات خود را متوقف کند و مدت کوتاهی پس از سرنگونی دولت نجیب الله افغانستان را ترک کرد. او و خانواده اش در سال ۱۹۹۵ به پاکستان پناه بردند، جایی که در اسلام‌آباد به عنوان روزنامه‌نگار برای یونایتدپرس اینترنشنال کار کرد. مصدق سرانجام کارشناسی ارشد خود را در رشته روابط عمومی از دانشگاه برکلی به پایان رساند.
پس از حمله ایالات متحده و انگلیس به افغانستان در سال ۲۰۰۲، وی به کشور خود بازگشت و در عفو بین‌الملل در کابل کار کرد، که فقط تا سال ۲۰۰۳ بازماند. پس از آن، او کارهای مختلفی را برای آژانس‌های مختلف حقوق بشری انجام داد. او همچنین در سال ۲۰۰۴ برای نیوزویک تفسیر سیاسی ارائه می‌داد.
مصدق شروع به تهدید از سوی کسانی کرد که از فعالیت او خوشش نمی‌آمد. در سال ۲۰۰۸، عفو بین‌الملل به او و خانواده اش کمک کرد تا به لندن نقل مکان کنند و در آنجا وی تحت مجوز اجازه کار برای عفو بین‌الملل شروع به کار کرد. شوهرش تیر خورده بود و صورت دخترش بریده بود. مصدق می‌گوید: "تا زمانی که تهدیدها متوجه من بودند، من اهمیتی نمی‌دادم زیرا وقتی تصمیم می‌گیرید چه کار کنید، شما نیز از خطرات آگاه هستید. اما وقتی همه چیز علیه خانواده من بود، دیدن خانواده شما برای کارهایی که انجام می‌دهید بسیار دشوار بود. "
مصدق در حال حاضر در عفو بین‌الملل به عنوان محقق افغانستان کار می‌کند. او برای اولین بار در سال ۲۰۰۸ شروع به کار با آنها کرد. او به عنوان یکی از اعضای عفو بین‌الملل اغلب بین لندن و کابل سفر می‌کند. مصدق این تحقیق را برای گزارش عفو بین‌الملل با عنوان «فرار از جنگ، یافتن بدبختی: مهاجرین آوارگان داخلی در افغانستان» ارائه کرده‌است. او همچنین در مصاحبه ای با سی‌ان‌ان گزارش داد که در حالی که پیشرفت حقوق بشر از سال ۲۰۰۲ در افغانستان بسیار کند بوده‌است، عفو بین‌الملل در طول زمان پیشرفت‌هایی داشته‌است.